# Madeleine ffrench-Mullen
Madeleine ffrench-Mullen (Malta, 30 december 1880 – Dublin, 26 mei 1944) was een Ierse revolutionair en arbeidsactivist, die meedeed aan de Paasopstand in Dublin in mei 1916.
ffrench-Mullen was lid van de radicale nationalistische vrouwenorganisatie Inghinidhe na hÉireann. In 1913 werkte ze tijdens de Dublin lock-out in de soepkeuken in Liberty Hall, het stadhuis van Dublin. Ze werd vervolgens lid van het Irish Citizen Army (ICA). In de Paasopstand werkte ze in een EHBO-tent. Na de Opstand werd ze gearresteerd, maar de volgende maand alweer vrijgelaten. Zij sloot zich vervolgens aan bij Sinn Féin en werd in 1920 gekozen in de Raad van het stadsdistrict Rathmines, een buitenwijk ten zuiden van het centrum van Dublin.

## Jeugd
Madeleine ffrench-Mullen werd geboren op 30 december 1880 op Malta, waar haar vader, St Lawrence ffrench-Mullen was gestationeerd als chirurg bij de Royal Navy. Ze had twee broers, St Lawrence Patrick Joseph (1890-1891) en Douglas (1893-1943).

## Vrouwenrechten en de kiesrechtbeweging
ffrench-Mullens interesse in politiek begon op jonge leeftijd. Haar vader was een geëngageerde Parnellite en hun huis in de Dublinse wijk Dundrum was een campagnekantoor. Zijzelf was een radicale feminist en een republikein. Net als veel anderen in die tijd vond zij dat vrouwen het recht hadden om te stemmen. Ze sloot zich aan bij de beweging voor vrouwenkiesrecht en ontmoette vrouwen met een vergelijkbaar wereldbeeld en dezelfde waarden. Deze suffragettesbeweging stond geregistreerd in de Movements of Extremists-rapporten van de Dublin Metropolitan Police en werd kennelijk als gevaarlijk gezien. ffrench-Mullen ging verder met Inghinidhe na hÉireann, een radicale nationalistische vrouwengroep opgericht in 1900 door Maud Gonne. Die organisatie ontwikkelde zich in 1913 tot Cumann na mBan. De waarden van de suffragettes stonden centraal in de doelstelling van Cumann na mBan om zij aan zij met mannen te strijden voor een onafhankelijke Ierse Republiek. Sommige leden zagen dit als het terugwinnen van de rechten die vrouwen toebehoorden in de Gaelische beschaving van voor de Brite invasie. ffrench-Mullen was een socialist die zich spiegelde aan de idealen van universele sociale gelijkheid van de syndicalist James Connolly en het ICA .

## Paasopstand van 1916
Tijdens de Paasopstand van 1916 diende ffrench-Mullen als luitenant in het Ierse burgerleger ICA. Ze kwam in actie met de garnizoenen van St. Stephen's Green en Royal College of Surgeons. In St. Stephen's Green had ze de leiding over 15 vrouwen van het ICA die een medische post en een veldkeuken inrichtten. Terwijl ze St. Stephen's Green bezetten, kwamen zij aanhoudend zwaar onder vuur te liggen vanaf de daken van het Shellbourne Hotel en gebouwen aan de noordkant van The Green. Na de overgave van het College-of-Surgeons-garnizoen was Madeleine ffrench-Mullen een van de 77 vrouwen die in de Paasopstand hadden gevochten en gevangen werden gezet, evenals haar vriendin Kathleen Lynn. Tijdens haar gevangenschap werd ffrench-Mullen drie keer verplaatst, van de kazerne van Richmond naar Kilmainham Gaol en naar Mountjoy Jail. Zij werd op 5 juni 1916 vrijgelaten.

## ffrench-Mullen en Kathleen Lynn
Madeleine ffrench-Mullen ontmoette Kathleen Lynn via Inghinidhe na h-Éireann. Ze verhuisde in 1915 naar Lynns huis aan Belgrave Road in de wijk Rathmines in Dublin. Kathleen en zij woonden daar samen en deelden hun leven tot de dood van ffrench-Mullen in 1944.
ffrench-Mullen noteerde in 1916 in haar gevangenisdagboek dat ze de gevangenschap zonder angst aan kon, zodra zij en Kathleen Lynn (die ze 'de dokter' noemde) samen waren. Katherine Lynch van het Women's Studies Center van University College Dublin beschrijft hen als partners en noemde hen onderdeel van een netwerk van lesbiennes in Dublin - waaronder Helena Molony, Louie Bennett en Elizabeth O'Farrell - die elkaar via de kiesrechtbeweging ontmoetten en later betrokken raakten bij de nationalistische en de vakbeweging.

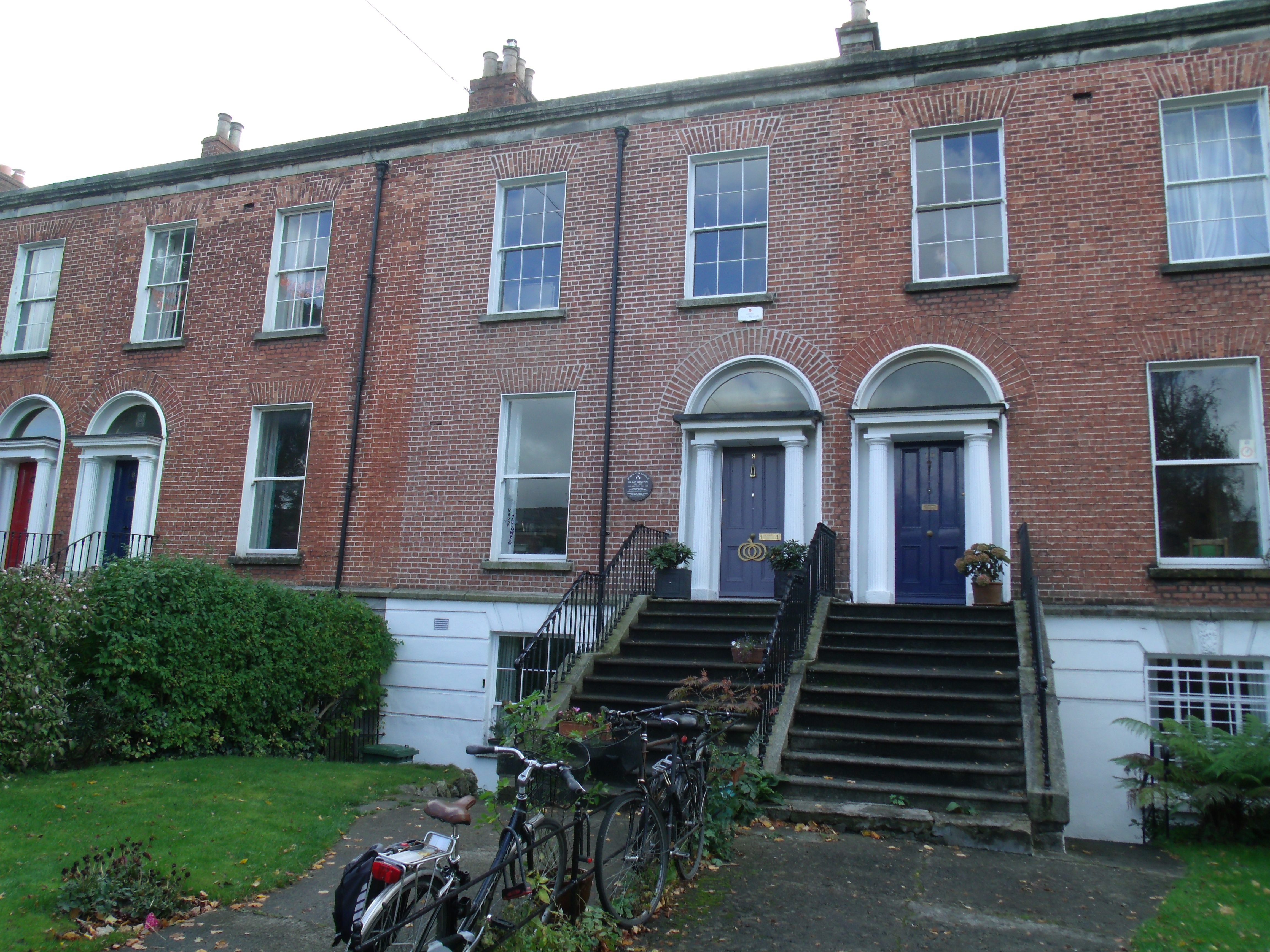
Het huis dat Kathleen Lynn en Madeleine ffrench Mullen deelden (foto: 27tintin)

## Nalatenschap: St Ultan's
Madeleine ffrench-Mullen en Kathleen Lynn richtten in 1919 het Saint Ultan's Children's Hospital op, ook bekend als Teach Ultan. Dit was een door vrouwen geleid ziekenhuis voor baby's aan Charlemont Street 37, Dublin. Het ziekenhuis richtte zich op de gezondheid en het welzijn van kinderen, een gebied dat destijds werd gezien als de zorg van vrouwen. In de nasleep van de Eerste Wereldoorlog waren er veel gezondheidsproblemen gerezen, waaronder een toename van geslachtsziekten, zoals syfilis, meegebracht door soldaten die terug kwamen uit de oorlog. Veel van de Ierse baby's leden aan congenitale syfilis (een ziekte die door de moeder werd doorgegeven tijdens het geboorteproces). Dit was een van de hoofdredenen om ziekenhuis St Ultan te openen. Bovendien was tuberculose endemisch in Ierland als Britse kolonie. Tegen de standvastige oppositie door de staat en de katholieke kerk in startten Lynn en ffrench-Mullen een vaccinatieproject, waarbij duizenden verarmde kinderen werden ingeënt, die zonder hun vaccins zonder twijfel aan TB zouden zijn overleden. Hun succes leidde tot de oprichting van het Ierse BCG-programma, dat sinds de jaren vijftig alle Ierse baby's heeft gevaccineerd.

## Overlijden
Madeleine ffrench-Mullen overleed op 26 mei 1944 in een verpleeghuis in Dublin op  63-jarige leeftijd. Ze is begraven in hetzelfde graf als haar ouders, St Lawrence (1846-1895) en Margaret (1857-1912), evenals haar jongere broers (die ze heeft overleefd), St Lawrence Patrick Joseph (1890-1891) en Douglas (1893-1943). Zij liggen in het familiegraf ffrench-Mullen op de begraafplaats Glasnevin. Haar begrafenis vond plaats op de dag van de algemene verkiezingen in 1944. Lynn stierf in 1955 en is begraven op het Deans Grange Cemetery.